# Яворський Сергій Іванович
Сергі́й Іва́нович Яво́рський (отаман Карий) (1892, с. Нова Гребля, Калинівського району, Вінницької області. — 1923, м. Київ, Україна) — військовий діяч, активний учасник повстанського руху в Україні. Командувач Другої (Північної) повстанської групи.

## Життєпис

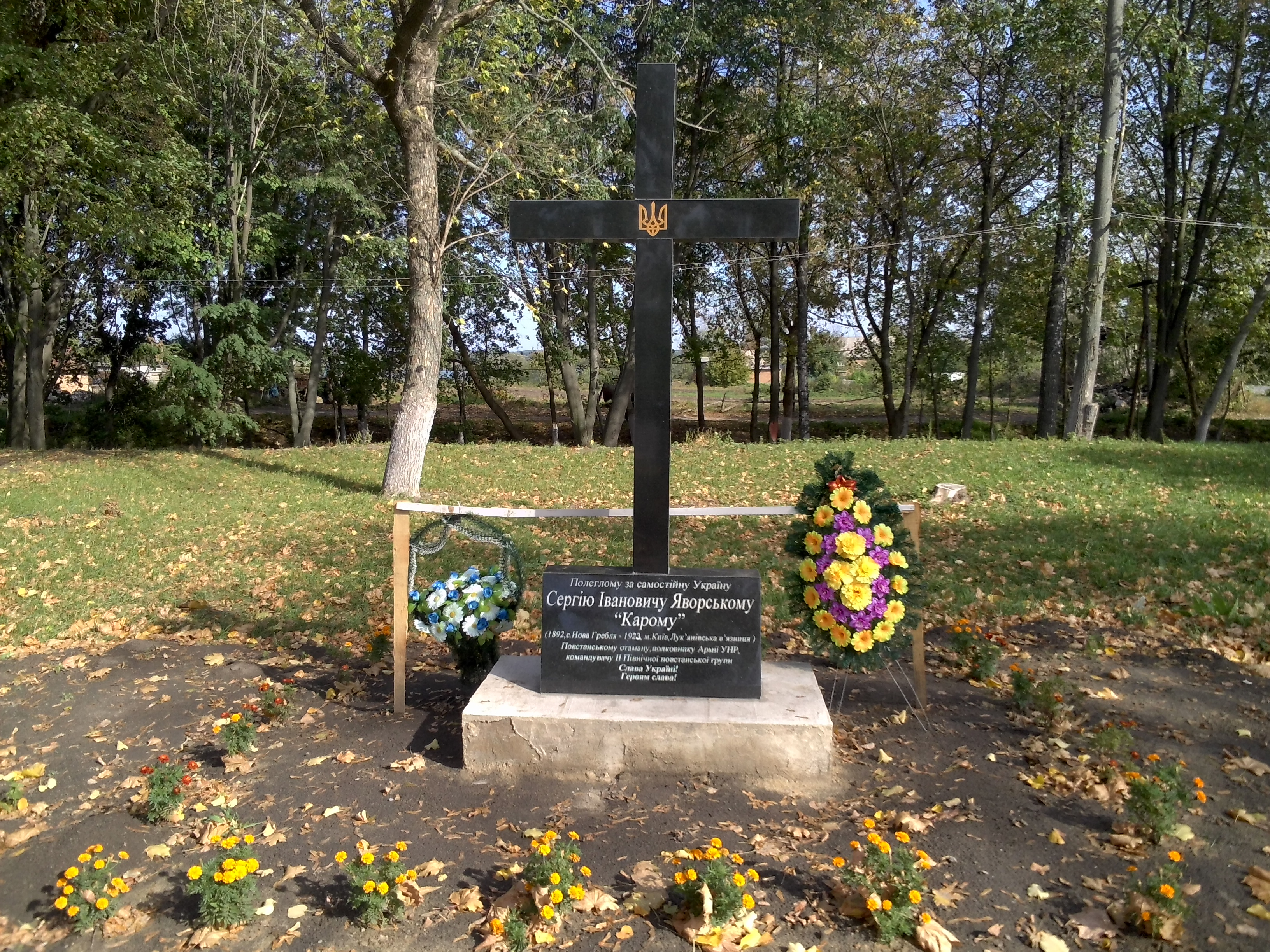
Пам'ятний хрест у с. Нова Гребля на честь земляка С. Яворського

Народився 1892 року у селі Нова Гребля Калинівського району Вінницької області.
Закінчив Ново-Гребельське 2-класне народне училище, учителював у селі Юзефівка (нині — Йосипівка) теперішнього Козятинського району Вінницької області. Походить з стародавнього шляхетного роду графа Ванчалуха гербу Drag-Sas. В часи УНР належав до партії незалежників.
З лютого 1919 року Сергій Яворський входив до складу підпільного Всеукраїнського ревкому очолював у ньому політичний відділ. Згодом командує бригадою в регулярній армії, а після поразки українського війська в 1920 році відходить на територію Польщі.
У травні 1921 р. С. Яворський під псевдо «Карий» повертається в Україну як командувач Другою (Північною) повстанською групою, що охоплювала територію Київщини, Волині та більшої частини Поділля (наказ Партизансько-повстанського штабу від 3 травня 1921 року підписав генерал-хорунжий Юрко Тютюнник).
Завдання, які стояли перед командувачем Другої групи, були, об'єднати всі повстанські загони на терені краю та готувати людей до всеукраїнського збройного повстання проти червоних окупантів. Але, внаслідок об'єктивних та суб'єктивних причин (в тому числі і засилля в середовищі Тютюнника більшовицьких агентів), благородні наміри українських патріотів, на жаль, не увінчались успіхом.
В кінці серпня 1921 р. загін «Карого» об'єднався із загонами отаманів Лиха та Артема Онищука, і активно почав діяти в Калинівському, Козятинському, Вінницькому, Тиврівському, Оратівському районах.

## Загибель
У 1922 р. на Великдень потрапив до рук ЧК і був заарештований. Загинув С. Яворський (очевидно розстріляний) у 1923 р. в Лук'янівській в'язниці м. Києва.

## Пам'ять
У селі Нова Гребля, де народився С.І. Яворський поруч з Братською могилою воїнів Великої Вітчизняної війни та хрестом пам'яті жертв Голодомору споруджено пам'ятний хрест видатному земляку.